# 本成寺 (岡山県和気町)
本成寺（ほんじょうじ）は、岡山県和気町にある慶長6年（1601年）に創建された顕本法華宗の寺院。

## 本堂
本堂の建立は創建とおなじ慶長6年（1601年）で、寛永11年（1634年）に修理されたことが判明している。方3間の単層入母屋造本瓦葺で、両側と背後にそれぞれ1間の庇がつく。天井画をはじめとする極彩色の内装や華麗な彫刻など豪壮な桃山建築の特徴が見られる。昭和51年4月1日和気町指定文化財に指定された。

## 文化財
- 題目岩 ― 大正3年大阪の商人、田中佐平次が地元の仲介により永代供養と社会平和を願い本寺へ寄進した[2]。